# Ряпина (волость)
Ря́пина (эст. Räpina vald) — бывшая волость в Эстонии в составе уезда Пылвамаа.

## История
С незапамятных времен торговый путь Тарту — Псков привлекал людей в окрестности Ряпина — старое поселение, точную дату образования которого, теперь сложно установить. Однако доподлинно известно, что поселение Ряпина в 1582 году было одним из десяти торговых округов Тарту. Считается, что торговые округа затем переименовали в волости. К этому же году (1582) относятся и первые упоминания большинства деревень Ряпинаской волости в письменных источниках.
В 1636 году в Указе Шведского Королевского Суда Консистории Ряпина впервые назван приходским центром.
После Второй мировой войны и до 1962 года территория носила название Ряпинаский район.
По решению Рийгикогу, в 1993 году Ряпина получил статус города с правом муниципального управления. В 2002 году произошло объединение города Ряпина и волости. Муниципалитет стал называться волостью Ряпина.

## Описание
Находилась в северо-восточной части уезда Пылвамаа. Граница волости, проходившая по озеру Ляммиярв, одновременно являлась и восточной границей Европейского Союза. По территории волости протекает река Выханду. Площадь волости — 265,9 км², численность населения на 1 января 2009 года составляла 5 533 человека. Административный центр волости — город Ряпина. Волость включала в себя посёлок Выыпсу и 26 деревень.